# Vicente Gregorio Siasia
Vicente Gregorio Siasia (Formosa, 25 de mayo de 1924) es un político argentino.
Convencional Constituyente por el Partido Demócrata Cristiano, del cual fue uno de sus fundadores en Formosa.
Sus estudios de filosofía y teología en los seminarios de La Plata y Rosario, lo hicieron militar en el catolicismo político. Fue así como formó parte de la Democracia Cristiana en Formosa donde ocupó diversos cargos, entre ellos el de Convencional Nacional partidario.
Fue también secretario del Bloque Legislativo Provincial en 1963 - 1964.